# Línea Kírovsko-Výborgskaya (Metro de San Petersburgo)

Trayecto de la línea 1 en San Petersburgo.

La línea 1, también conocida como la línea Kírovsko-Výborgskaya (del ruso: Ки́ровско-Вы́боргская ли́ния), es una línea del Metro de San Petersburgo. Es la línea más antigua del sistema de metro petersburgués, inaugurada en 1955. Las estaciones originales son de elaborada decoración, especialmente Avtovo y Narvskaya. La línea conecta cuatro de cada cinco principales estaciones de tren de San Petersburgo. En 1995 se produjo una inundación en un túnel entre las estaciones de Lesnaya y Ploschad Muzhestva y, durante nueve años, la línea se dividió en dos segmentos independientes (el salto fue conectado por una ruta de autobús).
La línea cruza el centro de San Petersburgo en un eje noreste-suroeste. En el sur su alineamiento sigue la orilla del Golfo de Finlandia. En el norte se extiende fuera de los límites de la ciudad en el óblast de Leningrado (que es la única línea que llega más allá del límite de la ciudad). La línea Kirovsko-Vyborgskaya generalmente es de color rojo en los mapas de metro.

## Historia
| Tramo                                   | Inauguración             | Longitud      |
| --------------------------------------- | ------------------------ | ------------- |
| Ploshchad Vosstaniya a Avtovo           | 15 de noviembre de 1955  | 9.4 km        |
| Pushkinskaya                            | 30 de diciembre de 1956  | N/A           |
| Ploshchad Vosstaniya a Ploshchad Lenina | 1 de junio de 1958       | 3.0 km        |
| Avtovo to Dachnoye (temporal)           | 1 de junio de 1966       | 1.5 km        |
| Ploshchad Lenina a Akademicheskaya      | 22 de abril de 1975      | 8.8 km        |
| Politekhnicheskaya                      | 29 de diciembre de 1975  | N/A           |
| Avtovo a Prospekt Veteranov             | 29 de septiembre de 1977 | 3.5 - 1.5 km* |
| Akademicheskaya a Devyatkino            | 29 de diciembre de 1978  | 4.9 km        |
| Total:                                  | 19 estaciones            | 29.6 km       |

* Hasta la expansión de 1977, la estación temporal de Dachnoye (que había sido la estación final hasta 1966) y sus vías fueron demolidas.

## Transbordos
| # | Transbordo a                   | En                        |
| - | ------------------------------ | ------------------------- |
| 1 | Línea Moskovsko-Petrogradskaya | Tekhnologichesky Institut |
| 1 | Línea Nevsko-Vasileostrovskaya | Ploshchad Vosstaniya      |
| 1 | Línea Pravoberezhnaya          | Vladimirskaya             |
| 1 | Línea Frunzensko-Primorskaya   | Pushkinskaya              |